# مت جی
مت جی (انگلیسی: Matt Jay؛ زادهٔ ۲۷ فوریهٔ ۱۹۹۶) بازیکن فوتبال اهل بریتانیا است.
از باشگاه‌هایی که در آن بازی کرده‌است می‌توان به باشگاه فوتبال ترورو سیتی، باشگاه فوتبال هیز و یدینگ یونایتد، باشگاه فوتبال اکستر سیتی، و باشگاه فوتبال وستون سوپر مار اشاره کرد.